# Gagea lojaconoi
Gagea lojaconoi är en liljeväxtart som beskrevs av Lorenzo Peruzzi. Gagea lojaconoi ingår i Vårlökssläktet och i familjen liljeväxter.
Artens utbredningsområde är Sicilien. Inga underarter finns listade.